# Robyn Nevin
Robyn Anne Nevin (Melbourne, 25 settembre 1942) è un'attrice e regista teatrale australiana.

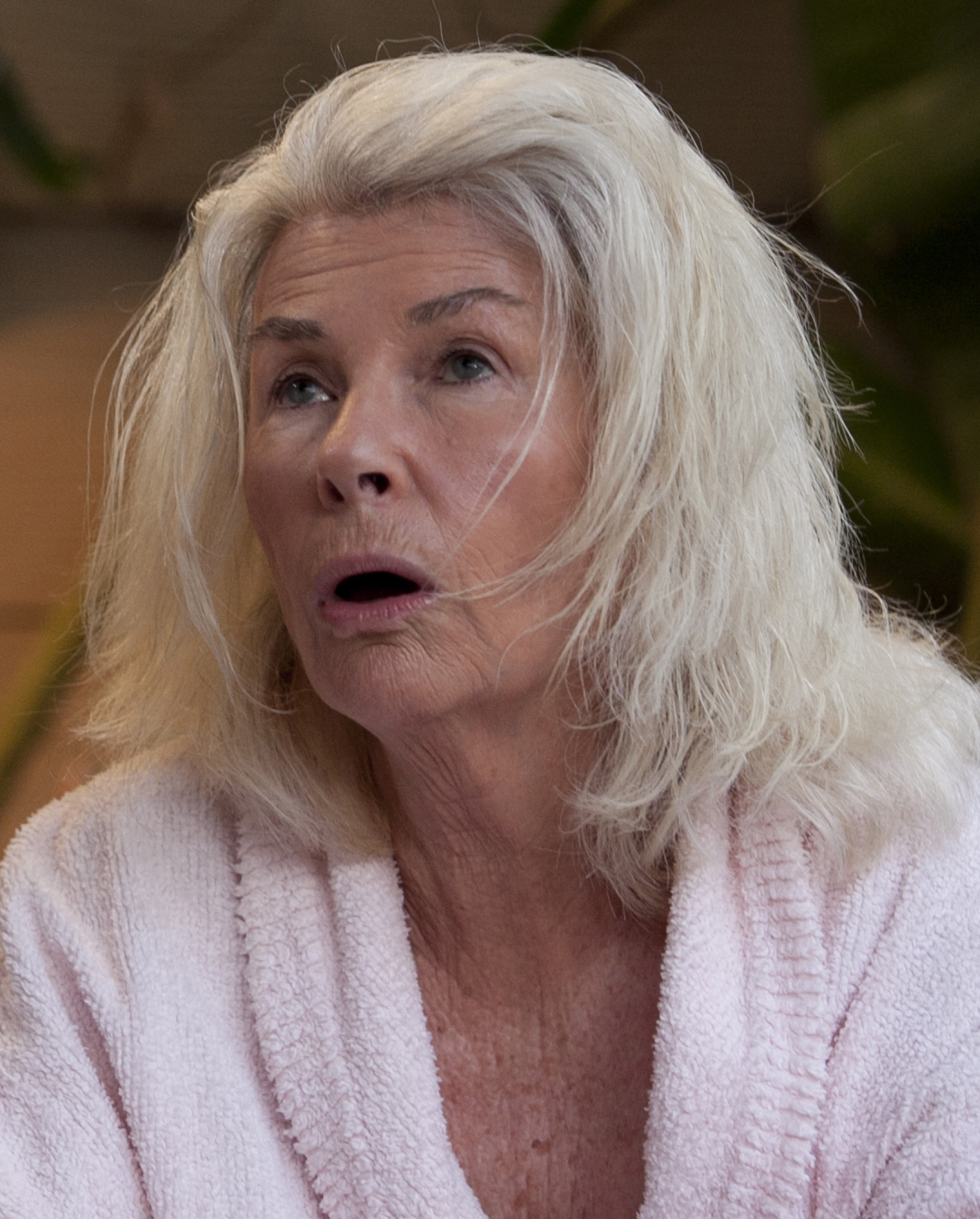
Robyn Nevin nel 2013

Riconosciuta con il Sidney Myer Performing Arts Awards e il JC Williamson Award agli Helpmann Awards per i suoi eccezionali contributi all'arte teatrale australiana, è stata direttrice artistica sia della Queensland Theatre Company che della Sydney Theatre Company. Nel corso della sua carriera ha diretto più di trenta produzioni e recitato in più di ottanta opere, collaborando con produttori e registi teatrali di fama internazionale, tra cui Richard Wherrett, Geoffrey Rush, Julie Andrews, Cate Blanchett e Lee Lewis.
Nevin è anche conosciuta per i suoi ruoli in film e serie televisive, tra cui Water Under the Bridge (1980) nel ruolo di Shasta, ruolo che le è valso un Logie Award e un Penguin Award, Upper Middle Bogan (2014) e Top of the Lake - Il mistero del lago (2014), e la recitazione cinematografica internazionale ha recitato nel ruolo di Dillard in Matrix Reloaded e Matrix Revolutions, e come Edna nel film horror Relic (2020).

## Biografia
Robyn Nevin è nata a Melbourne da Josephine Pauline Casey, amministratore delegato della Dunlop Australia, e William George Nevin. È stata educata al Genazzano FCJ College fino all'età di 11 anni, quando si è trasferita con la sua famiglia a Hobart, in Tasmania, ed è stata iscritta alla Fahan School, una scuola unicamente per ragazze, dove inizia a recitare nella compagnia della scuola. All'età di sedici anni si iscrive al National Institute of Dramatic Art (NIDA).
All'inizio della sua carriera, ha avuto una varietà di ruoli alla radio e alla televisione australiana, lavorando principalmente all'ABC – Australia, tra cui show televisivi, musica, e spettacoli per bambini durante i primi anni '60. Inizia a recitare in alcune serie televisive, tra cui Consider Your Verdict, Ryan e Matlock Police. Tra il 1970 e il 1974 entra a far parte di numerose compagnie teatrali, tra cui la Parade Theatre e Perth Playhouse. Nel 1975 Nevin viene scelta come attrice protagoniste nelle opere Berenice e Scapin alla Sydney Opera House. Grazie al successo ottenuto riceve l'anno successivo il Australian National Theatre Award come miglior attrice. Nel 1976 viene scelta nel ruolo di Connie nel film The Fourth Wish di Don Chaffey, venendo riconosciuta con la prima nomina agli AACTA Awards come miglior attrice protagonista.
Successivamente entra a far parte della Old Tote Theatre Company sino alla chiusura della compagnia nel 1978, per passare sotto la nuova fondazione, denominata Sydney Theatre Company. Sotto la compagnia recita inizialmente sotto le direzioni di Richard Wherrett e Rodney Fisher, per ottenere dal 1984 al 1987 il ruolo di assistente alla regia, lavorando agli spettacoli The Philadelphia Story, The Perfect Mismatch e Family Favourites.
Attiva anche in campo televisivo e cinematografico, Robyn Nevin è nota soprattutto come acclamata interprete teatrale. Versatile attrice dal vasto repertorio che include ruoli classici e moderni, la Nevin ha vinto quattro Helpmann Award, il massimo riconoscimento del teatro australiano: alla migliore attrice in un'opera teatrale per Le troiane (2009), alla migliore attrice non protagonista in un'opera teatrale per Summer of the Seventeenth Doll (2012) ed Angels in America (2014) ed uno alla migliore attrice non protagonista in un musical per My Fair Lady (2017). Robyn Nevin ha anche diretto diverse opere di prosa e opere liriche, dirigendo tra gli altri Cate Blanchett in Hedda Gabler nel 2006. Due anni più tardi la Blanchett avrebbe diretto Robyn Nevin in un adattamento teatrale di A Year of Magical Thinking di Joan Didion.

## Vita privata
Nevin è stata sposata con Barry Crook, con cui ha avuto la figlia Emily Russell, nata nel 1968. A seguito del divorzio da Crook, si è risposata nel 1975 con l'attore australiano Jim McNeil, da cui si separa nel 1977. Dal 1987 ha una relazione con l'attore Nicholas Hammond.

## Filmografia

### Cinema
- The Fourth Wish, regia di Don Chaffey (1976)
- Casa dolce casa (The Castle), regia di Rob Sitch (1997)
- Matrix Reloaded (The Matrix Reloaded), regia di Andy e Larry Wachowski (2003)
- Matrix Revolutions (The Matrix Revolutions), regia di Andy e Larry Wachowski (2003)
- The Eye of the Storm, regia di Fred Schepisi (2011)

- The Turning, regia di autori vari (2013)
- Ruben Guthrie, regia di Brendan Cowell (2015)
- Gods of Egypt, regia di Alex Proyas (2016)
- Relic, regia di Natalie Erika James (2020)

### Televisione
- President Wilson in Paris – film TV (1973)
- Water Under the Bridge – miniserie TV, 9 episodi (1980)
- A Toast to Melba – film TV (1980)
- Spring & Fall – serie TV, 2 episodi (1981-1982)
- The Dismissal – miniserie TV, 3 episodi (1983)
- The Ham Funeral – film TV (1990)
- Shadows of the Heart – film TV (1990)
- Seven Deadly Sins – miniserie TV, 7 episodi (1993)
- Halifax – serie TV, 3 episodi (1995–1999)
- Top of the Lake - Il mistero del lago – serie TV, 4 episodi (2013)
- The Broken Shore – serie TV, 2 episodi (2013)
- Upper Middle Bogan – serie TV, 24 episodi (2013-2016)
- Stories I Wanted to Tell You in Person – film TV (2015)
- Cleverman – serie TV, 1 episodio (2016)
- Re di cuori – serie TV, 3 episodi (2019)

## Teatro (parziale)

### Regista
- Le nozze di Figaro di Wolfgang Amadeus Mozart e Lorenzo Da Ponte. State Opera of South Australia di Adelaide (1988)
- Un mese in campagna di Ivan Sergeevič Turgenev. Royal Queensland Theatre Company di Queensland (1990)
- Il maggiore Barbara di George Bernard Shaw. Sydney Theatre Company di Sydney (2003)
- The Real Thing di Tom Stoppard. Sydney Theatre Company di Sydney (2003)
- Hedda Gabler di Henrik Ibsen. Sydney Theatre Company di Sydney (2004)
- Casa di bambola di Henrik Ibsen. Sydney Theatre Company di Sydney (2004), Brooklyn Academy of Music di New York (2006)
- Madre Coraggio e i suoi figli di Bertolt Brecht. Sydney Theatre Company di Sydney (2006)

### Attrice
- Antonio e Cleopatra di William Shakespeare. Perth Festival di Perth (1975)
- Vecchi tempi di Harold Pinter. Perth Festival di Pert (1975)
- Berenice di Jean Racine. Teatro dell'Opera di Sydney di Sydney (1975)
- Un tram che si chiama Desiderio di Tennessee Williams. Old Tote Theatre di Kensington (1976)
- Il lutto si addice ad Elettra di Eugene O'Neill. Old Tote Theatre di Kensington (1976)
- Cesare e Cleopatra di George Bernard Shaw. Old Tote Theatre di Kensington (1977)
- La signorina Julie di August Strindberg. Old Tote Theatre di Kensington (1978)
- Black Comedy di Peter Shaffer. Old Tote Theatre di Kensington (1978)
- Trappola mortale di Ira Levin. Teatro dell'Opera di Sydney di Sydney (1979)
- Cyrano de Bergerac di Edmond Rostand. Teatro dell'Opera di Sydney di Sydney (1981)
- Chi ha paura di Virginia Woolf? di Edward Albee. Perth Theatre di Perth (1982)
- Macbeth di William Shakespeare. Sydney Theatre Company di Sydney (1982)
- La via del mondo di William Congreve. Sydney Theatre Company di Sydney (1982)
- Il divo Garry di Noël Coward. Sydney Theatre Company di Sydney (1983)
- Il gabbiano di Anton Čechov. Sydney Theatre Company di Sydney (1986)
- Il giardino dei ciliegi di Anton Čechov. Melbourne Theatre Company di Melbourne (1989)
- Hedda Gabler di Henrik Ibsen. State Theatre Company of SA di Atlanta (1989)
- Le rane di Aristofane. Belvoir St. Theatre di Sydney (1992)
- Il ventaglio di Lady Windermere di Oscar Wilde. Melbourne Theatre Company di Melbourne (1995)
- Giulio Cesare di William Shakespeare. Melbourne Theatre Company di Melbourne (1996)
- Master Class di Terrence McNally. Melbourne Theatre Company di Melbourne (1997)
- Differenti opinioni di David Hare. Melbourne Theatre Company di Melbourne (1998)
- Le nozze di Figaro di Pierre-Augustin Caron de Beaumarchais. Queensland Theatre Company di Brisbane (1999)
- Lungo viaggio verso la notte di Eugene O'Neill. Queensland Theatre Company di Brisbane (2000)
- Lo zoo di vetro di Tennessee Williams. Sydney Theatre Company di Sydney (2002)
- Il giardino dei ciliegi di Anton Čechov. Sydney Theatre Company di Sydney (2005)
- Le troiane di Euripide. Queensland Theatre Company di Brisbane (2008)
- Agosto, foto di famiglia di Tracy Letts. Melbourne Theatre Company di Melbourne (2009)
- Lungo viaggio verso la notte di Eugene O'Neill. Sydney Theatre Company di Sydney (2010)
- Re Lear di William Shakespeare. Melbourne Theatre Company di Melbourne (2012)
- Other Desert Cities di Jon Robin Baitz. Melbourne Theatre Company di Melbourne (2013)
- Angels in America - Fantasia gay su temi nazionali di Tony Kushner. Belvoir St Theatre di Sydney (2013)
- Amleto di William Shakespeare. Belvoir St Theatre di Sydney (2013)
- Improvvisamente l'estate scorsa di Tennessee Williams. Sydney Theatre Company di Sydney (2015)
- Madre Coraggio e i suoi figli di Bertolt Brecht. Belvoir St Theatre di Sydney (2015)
- Re Lear di William Shakespeare. Sydney Theatre Company di Sydney (2015)
- My Fair Lady di Alan Jay Lerner e Frederick Loewe. Teatro dell'Opera di Sydney di Sydney (2016)